# Pierre-Laurent Aimard
Pour les articles homonymes, voir Aimard.
Pierre-Laurent Aimard est un pianiste français né à Lyon le 9 septembre 1957. Il est le frère de la violoncelliste Valérie Aimard avec qui il joue régulièrement. Il a enseigné au Collège de France.

## Biographie
Pierre-Laurent Aimard s'intéresse à la musique dès son plus jeune âge. Élève d'Yvonne Loriod au Conservatoire de Paris, où il obtient quatre Premiers Prix, Pierre-Laurent Aimard vit dès l'âge de douze ans dans l'entourage d'Olivier Messiaen, dont il est l'un des interprètes les plus recherchés. Après avoir complété sa formation auprès de Maria Curcio et de György Kurtág, il obtient en 1973 le premier prix au Concours Olivier-Messiaen. Choisi à dix-neuf ans par Pierre Boulez, il est durant dix-huit ans soliste à l'Ensemble intercontemporain, où il participe à de multiples créations et joue aussi régulièrement en soliste (dont les Sonates de Boulez et les Klavierstücke de Karlheinz Stockhausen). Il y est le seul musicien à avoir un poste à mi-temps. Il crée également des œuvres pour piano de George Benjamin, Marco Stroppa ou György Ligeti (qui lui a dédié, à lui et sa famille, plusieurs de ses Études). En mai 2012, il crée le concerto pour piano de Tristan Murail intitulé Le Désenchantement du Monde.
Il se produit également comme soliste ou chambriste aux festivals de Salzbourg, Berlin, Cologne (Triennale), Lucerne, Tanglewood ou Paris (Festival d'Automne). En outre, Pierre-Laurent Aimard apparaît dans le documentaire Pianomania (2009).
Professeur de piano et de musique de chambre au CNSMDP, Pierre-Laurent Aimard aura notamment le trio Chausson parmi ses élèves. Il enseigne également à la Hochschule für Musik de Cologne. Il a enregistré de nombreux disques (dont la Turangalîla-Symphonie de Messiaen, avec l'Orchestre philharmonique de Berlin, les concertos de Maurice Ravel avec l'orchestre de Cleveland, et l'ensemble des œuvres de l'Art de la Fugue de Bach).
Depuis 2009, il est le directeur artistique du Festival d'Aldeburgh, au sud-est de l'Angleterre, fondé en 1948 par le compositeur Benjamin Britten.
En 2017, le prix Ernst von Siemens lui est décerné, parfois présenté comme le « prix Nobel de musique ».
Il a travaillé avec de multiples salles, notamment parisiennes (Opéra, Philarmonie, Théâtre des Champs Elysées) sur les rencontres entre musiques contemporaines et classiques, ainsi qu'entre textes et musiques.
Pierre-Laurent Aimard travaille de sorte à choisir les techniciens de Piano, les Pianos et les programmes, de sorte que tout est réflexion commune, même si « le doigt appuie là où la tête pense mais le vrai sujet est que faire, de la musique, de l'envie et de l'interprétation qui est la façon dont la bouche prononce le nom, ou dont la musique apparait. L'interprète est parfois un traître, ou parfois une personne qui dénature mais aussi souvent celui qui révèle ».
Il est notamment récipiendaire de l'ordre du mérite.
Il fait partie des rares musiciens français à avoir eu des Grammys Award, des victoires de la musique classique et qui jouent encore dans des salles de moins de 500 personnes.